# Hermandad de la Salud (Málaga)
La Hermandad de la Salud, cuya denominación oficial es Hermandad del Santísimo Cristo de la Esperanza en su Gran Amor y María Santísima de la Salud, es una corporación nazarena de Málaga, miembro de la Agrupación de Cofradías, que participa en la Semana Santa malagueña.

## Historia
La Hermandad de la Salud fue fundada en 1979 por Francisco Puente Carbó en colaboración con un grupo de Misioneros de la Esperanza en el convento del Císter, en torno a un crucificado de Luis Álvarez Duarte, al que titularon Stmo. Cristo del Gran Amor y Esperanza. Pronto encargaron una imagen mariana, obra de Dubé de Luque a la que decidieron darle la advocación de Salud por la vocación de asistencia a los enfermos que tuvo la corporación desde un principio.
En 1985 realiza su primera salida procesional desde la Iglesia de San Agustín por las calles del entorno. Un año más tarde, y ante las dificultades para establecer una corporación con culto externo, se establece en la trinitaria Iglesia de San Pablo, dejando la talla del crucificado en el convento.
Se decide sustituir la imagen de la Virgen debido a su mal estado y a su parecido con otras del mismo autor, como la Virgen de Lágrimas y Favores (RR.CC. Fusionadas). En 1988 se ingresa en la Agrupación de Cofradías, y se bendice la actual dolorosa de Luis Álvarez Duarte. Además, se realiza la primera estación de penitencia en la Catedral.
En 1991 se bendice la actual imagen del Crucificado, realizándose un cambio en la advocación (Stmo. Cristo de la Esperanza en su Gran Amor). En 1999 se procesiona por primera vez al Cristo junto a la Virgen el Domingo de Ramos.
El 27 de febrero de 2009, el Cristo de la Esperanza en su Gran Amor presidió el Vía crucis Oficial de la Agrupación de Cofradías.

## Iconografía
El Señor representa los instantes después a haber sido crucificado; la Virgen cumple los cánones de una dolorosa.

## Imágenes
- El Cristo de la Esperanza es del imaginero sevillano Luis Álvarez Duarte (1991)
- La imagen de Nuestra Señora es del mismo autor (1988).

## Tronos
- El trono del Cristo es de madera tallada sobredorada, bajo diseño de Francisco Puente Carbó, y realizado en los talleres de los Hermanos Caballero González (1998-2006) de la mano de don Ramón Castillo García, artesano sevillano que trabajó primero en los talleres de Guzmán Bejarano.

- El trono de la Virgen es de orfebrería, interviniendo los talleres de Villarreal (cajillo y ánforas), Santos Campanario (arbotantes) y Manuel de los Ríos (varales); el actual manto es de terciopelo burdeos, bordado en oro por Felicitación Gaviero (2009), según idea de Francisco Puente y diseño de Eloy Téllez. La toca de sobremanto, es al igual que el manto, obra de Felicitación Gaviero (2011). El palio está bordado en tisú de oro sobre malla y terciopelo burdeos, bordado por Jesús Ruiz Cebreros y hermanos de la Corporación.

## Marchas dedicadas
Banda de Música:
- Santa María de la Salud, Sebastián Valero Jiménez (1988)
- Cristo de la Esperanza, Sebastián Valero Jiménez (1997)
- Santísimo Cristo de la Esperanza en su Gran Amor, José Luis Arias Bermúdez (1997)
- María Santísima de la Salud, José Luis Arias Bermúdez (1999)
- Salud, Reina Trinitaria, Raúl Guirado Carmona (2001)
- Salud de la Trinidad, Francisco Javier Alonso Delgado (2004)
- De rodillas y a tus pies, Juan Luis y Ángel Leal Gallardo (2010)
- Salud de los enfermos, José Luis Pérez Zambrana (2016)
- Salud, Miguel Ángel Vargas Jiménez (2020)
- Niña de la Trinidad, Ezequiel González Cruz (2021)

Cornetas y Tambores:
- En tu Gran Amor, mi Esperanza, José Antonio Robledo (2011)

Agrupación Musical:
- Y te crucificaron en la Trinidad, Enrique J. Cruz (2006)
- Crucificado en San Pablo, José María Sánchez Martín (2010)
- Cristo, nombre glorioso, Antonio Moreno Pozo (2012)
- Salus, José María Sánchez Martín (2013)
- Cruz de nuestra Esperanza, Jesús Piñero (2014)
- En tu mirada de Esperanza, Felipe Trujillo (2017)
- En tu Gran Amor, Fco. David Álvarez Barroso (2023)

## Itinerario
El itinerario que sigue la hermandad cada tarde del Domingo de Ramos es el siguiente: 
Salida de la Iglesia de San Pablo a las 15:15, Plaza de San Pablo, Jara, Tiro ,Trinidad, Ribera del Guadalmedina, Puente de la Aurora, Rampa de la Aurora, Pasillo de Santa Isabel, Cisneros, Especerías, plaza de la Constitución (Tribuna oficial), Larios, Martínez, Atarazanas, Torregorda, Alameda Principal, plaza de la Marina, Molina Lario, Postigo de los Abades, estación en la S.I.C.B. (Catedral), Patio de los Naranjos, San Agustín, Echegaray, plaza del Siglo, plaza del Carbón, Granada, plaza de la Constitución, Nueva, plaza de Féliz Sáenz, Moreno Carbonero, plaza Enrique García Herrera, Cisneros, Pasillo de Santo Isabel, Rampa de la Aurora, puente de la Aurora, Ribera del Guadalmedina, Trinidad, Tiro, Jara, plaza de San Pablo, encierro en la Iglesia de San Pablo a las 23:50.

## Curiosidades
- La mascarilla (denominación para el rostro) de la primitiva imagen mariana se encuentra en el interior de la devanadera de la actual.
- Realiza una de las salidas más dificultosas de toda la Semana Santa de la ciudad, debiendo los portadores arrodillarse para sacar ambos tronos por la pequeña puerta de la Iglesia de San Pablo.
- La Virgen es de las pocas imágenes de la Semana Santa malagueña que posee un exorno de flores de cera (llamadas velas rizadas).[3]

## Recorrido Oficial
| Predecesor: Humildad | Orden de entrada en el Recorrido Oficial (Domingo de Ramos) 7.º lugar | Sucesor: Huerto |